# San Benigno Canavese
Pour les articles homonymes, voir Canavese et San Benigno.
San Benigno Canavese (en français Saint-Bénigne-en-Canavais) est une commune italienne de la ville métropolitaine de Turin, dans la région Piémont.

## Administration
| Période                                  | Période | Identité        | Étiquette | Qualité |
| ---------------------------------------- | ------- | --------------- | --------- | ------- |
|                                          |         | Alberto Focilla |           |         |
| Les données manquantes sont à compléter. |         |                 |           |         |

### Hameaux
Cascina Mure, Cascina Bruciata

### Communes limitrophes
Foglizzo, Bosconero, Montanaro, Lombardore, Chivasso, Volpiano